# Sparsiporina ramulosa
Sparsiporina ramulosa is een mosdiertjessoort uit de familie van de Phidoloporidae. De wetenschappelijke naam van de soort is, als Retepora ramulosa. voor het eerst geldig gepubliceerd in 1906 door Calvet.